# Supercoppa di Portogallo (calcio femminile)
La Supercoppa del Portogallo, ufficialmente Supertaça Feminina Vodafone per motivi di sponsorizzazione, è una competizione di calcio femminile organizzata dalla Federcalcio portoghese (FPF), riservata a squadre di club che si tiene con cadenza annuale tra la campionessa del Portogallo in carica e la detentrice della Coppa del Portogallo. Nelle tre edizioni tra il 2022 e il 2024 la formula venne portata a quattro squadre, le prime due squadre classificate del Campeonato Nacional e le due finaliste della Taça de Portugal Feminina in una fase finale con due semifinali e una finale in campo neutro.
Al 2023 le squadre di maggior successo nel torneo sono il Benfica e lo Sporting Lisbona, con tre trofei conquistati ciascuna.

## Formato
Il torneo venne istituito dalla Federcalcio portoghese adottando il consueto formato a due squadre a contendersi il trofeo in finale unica, la vincitrice del campionato portoghese, il Campeonato Nacional Feminino, e la detentrice della Coppa di Portogallo, la Taça de Portugal Feminina. Nel caso la vincitrice del campionato risultasse vincitrice anche della Coppa (ovvero centrava il double), avrebbe giocato contro la perdente della finale di Coppa.
La prima edizione della Supercoppa, giocata il 29 agosto 2015 in questo formato a due squadre, ha visto il CF Benfica battere l'Albergaria 4-0 davanti al pubblico dello stadio municipale di Abrantes.
Nel 2022 la FPF annunciò che la Supercoppa sarebbe stata estesa per includere il secondo classificato in campionato e il vincitore della Taça da Liga, portandola a un formato a quattro squadre. Nel caso una squadra avesse ottenuto più di un posto (ad esempio vincendo sia il campionato che la Taça da Liga, o vincendo la Coppa e arrivando seconda in campionato), i rimanenti venivano assegnati alla terza e/o quarta classificata dell'ultima stagione di campionato. Il caso si è verificato nel 2024, dopo il successo del Benfica nelle edizioni 2023-2024 del campionato, della Coppa e della Taça da Liga, garantendo al terzo e al quarto classificato in Campeonato Nacional, rispettivamente Racing Power e Damaiense, un posto in Supercoppa.
Nel 2024 lo Sporting Lisbona ha vinto la Supercoppa dopo essersi qualificato tramite un secondo posto in campionato nell'edizione 2023-2024. Questa ha segnato la prima volta nella storia del calcio portoghese (maschile o femminile) in cui una squadra ha vinto la Supercoppa senza vincere né il campionato né la Coppa, o almeno raggiungere la finale di Coppa (in caso di doppietta nazionale).
Il 4 febbraio 2025 la FPF ha nuovamente modificato il formato della competizione, riportandolo al formato a due squadre utilizzato prima del 2022.

## Risultati
| Edizione               | Vincitore (volta)    | Data               | Campione del Portogallo | Vincitore o finalista della Coppa del Portogallo | Risultato     | Sede                                |
| ---------------------- | -------------------- | ------------------ | ----------------------- | ------------------------------------------------ | ------------- | ----------------------------------- |
| 2015                   | CF Benfica (1)       | 29 agosto 2015     | CF Benfica              | Albergaria                                       | 4-0           | Abrantes, Stadio municipale         |
| 2016                   | Valadares Gaia (1)   | 3 settembre 2016   | CF Benfica              | Valadares Gaia                                   | 0-1           | Marinha Grande, Stadio municipale   |
| 2017                   | Sporting Lisbona (1) | 3 settembre 2017   | Sporting Lisbona        | Braga                                            | 3-1 (dts)     | Coimbra, Stadio Città di Coimbra    |
| 2018                   | Braga (1)            | 9 settembre 2018   | Sporting Lisbona        | Braga                                            | 1-1 (4-5 dtr) | Viseu, Stadio do Fontelo            |
| 2019                   | Benfica (1)          | 8 dicembre 2019    | Braga                   | Benfica                                          | 0-1           | Tondela, Stadio João Cardoso        |
| non disputata nel 2020 |                      |                    |                         |                                                  |               |                                     |
| 2021                   | Sporting Lisbona (2) | 28 agosto 2021     | Benfica                 | Sporting Lisbona                                 | 0-2           | Lisbona, Stadio do Restelo          |
| 2022                   | Benfica (2)          | 21 dicembre 2022   | Benfica                 | Sporting Lisbona                                 | 4-1 (dts)     | Leiria, Stadio Dr. Magalhães Pessoa |
| 2023                   | Benfica (3)          | 13 settembre 2023  | Benfica                 | Sporting Lisbona                                 | 1-1 (3-0 dtr) | Leiria, Stadio Dr. Magalhães Pessoa |
| 2024                   | Sporting Lisbona (3) | 23 agosto 2024     | Benfica                 | Sporting Lisbona                                 | 1-2           | Lisbona, Stadio do Restelo          |
| 2025                   |                      | 6/7 settembre 2025 | Benfica                 | Torreense                                        | ?-?           |                                     |

## Statistiche

### Vincitrici e finaliste
| Squadra          | Numero di vittorie | Edizioni vinte   | Finali perse     |
| ---------------- | ------------------ | ---------------- | ---------------- |
| Benfica          | 3                  | 2019, 2022, 2023 | 2021, 2024       |
| Sporting Lisbona | 3                  | 2017, 2021, 2024 | 2018, 2022, 2023 |
| CF Benfica       | 1                  | 2015             | 2016             |
| Braga            | 1                  | 2018             | 2017             |
| Valadares Gaia   | 1                  | 2016             | —                |
| Albergaria       | —                  | —                | 2015             |